# Snooker 19
 (mars 2021).
Snooker 19 est un jeu vidéo de snooker édité par Lab42 et Ripstone, sorti le 17 avril 2019, sur PC, PlayStation 4, Switch et Xbox One.

## Gameplay
Snooker 19 comprend la licence officielle du circuit mondial de snooker. Le jeu réunit donc les 128 joueurs du circuit mondial de snooker qui ont été modélisés, parmi lesquels certaines gloires du snooker comme Ding Junhui, Judd Trump, Mark Selby et Ronnie O'Sullivan, ainsi que 25 grands tournois de snooker. Il est donc possible de jouer dans des tournois majeurs comme les championnats du monde à Sheffield ou l'Open de Chine à Pékin, et dans des lieux mythiques de ce sport comme l'Alexandra Palace de Londres ou le Crucible Theatre. 
Enfin, les commentaires seront accompagnés d'une présentation TV. 